# あさっての方向。
『あさっての方向。』（あさってのほうこう）は、山田J太による漫画作品。『コミックブレイドMASAMUNE』（マッグガーデン）2003年秋号から2007年夏号まで連載された。2006年にはテレビアニメが放送された。
テレビアニメ版は原作とはストーリー展開や登場人物の設定が異なる部分が多く、人物の基本的な設定や関係性だけを受け継いでいる。シリーズ構成担当の水上清資は、原作の設定をシンプルにして、テーマを明確にするために必要な要素を加えた結果であると述べている。

## あらすじ
小学6年生の少女五百川からだは、両親が他界してからは兄の尋と二人暮らしをしている。からだは尋を楽にしてあげたいと早く大人になることを夢見ていた。ところがある日突然、からだは尋の元恋人・野上椒子と年齢が入れ替わる形で大人になる。それは、からだが願いをかけた願い石の魔力なのか…?

## 主な登場人物
五百川 からだ（いおかわ からだ）
声 - 藤村歩
本作品の主人公。現在小学6年生の少女。年齢の割に小柄だが、反面家事全般をこなし、言葉遣いも敬語調と丁寧である。大人しい割に明るい性格。尋の叔母の娘。本当の兄妹ではない自分のために尋が全てを投げ打って面倒を見てくれていることに負い目を感じ、早く大人になって尋を自由にしてあげたいという願望を持っている。原作とテレビアニメ版では、幼少時代の設定に若干違いがある。
野上 椒子（のがみ しょうこ）
声 - 伊藤静
尋の元恋人。尋との過去を引きずり、今まで後ろ向きの人生を過ごしてきた。4年前に別れた時の経緯は原作・テレビアニメ版で共通だがその後が異なり、原作は尋の勤める研究所の同僚で微妙な関係、テレビアニメ版では偶然からだ達が住む街に引っ越してきて尋と再会する。
五百川 尋（いおかわ ひろ）
声 - 日野聡
からだの兄。からだが生まれる前に渡米していたが、両親と叔母（母親の妹）の死をきっかけに帰国。葬式の場で叔母の一人娘であったからだと初めて出逢い、その後二人暮らしを始めた。からだは尋と叔母の間に出来た子供である可能性があるのだが、そのことを尋は調べることが出来ずにいる。
テレビアニメ版では、職業が研究員ではなく薬局の薬剤師。全てを注いでからだを守り育てることになんの疑問も持っていないが、そのことが逆にからだにとっての気持ちの負担になっている。自分達が本当の兄妹ではないという事実を既にからだに知られていることには気付いていない。
網野 徹允（あみの てつまさ）
声 - 野村勝人
からだの級友。からだとは逆に年齢の割に背が高いため、高校生に見られることが多く、本人曰く大学生にも間違えられるらしい。 地元の名士の家系。からだのことが好き。通称はテツだが、からだは網野君と呼ぶ。
網野 透子（あみの とうこ）
声 - 渡辺明乃
テツの姉。原作ではショッピングモールの店長だが、テレビアニメ版では喫茶店を経営している。
汐崎 琴美（しおざき ことみ）
声 - 小清水亜美
アニメオリジナルキャラクター。テツの幼馴染の中学生。子供になった椒子に何かと関わる。最終回である重要な役割を果たす。
磯貝 正
声 - 鈴木琢磨
アニメオリジナルキャラクター。からだ達が物語途中で立ち寄ることになるペンションの主人。かつては教師をしており、琴美の元担任。
磯貝 由香
声 - 菊池いづみ
アニメオリジナルキャラクター。正の妻。

## テレビアニメ
2006年10月から12月までTBSほかで放送された。 また作品「第8話」の舞台として 東京都練馬区にある「大泉学園駅」の周辺がモデルとなっている。

### スタッフ
- 監督 - 桜美かつし
- シリーズ構成 - 水上清資
- キャラクターデザイン - 伊藤郁子
- 美術監督 - 小林七郎
- 色彩設計 - 店橋真弓
- 撮影監督 - 岩井和也
- 編集 - 西山茂
- 音楽 - 光宗信吉
- 音響監督 - 鶴岡陽太
- プロデューサー - 田邉里英、大河原健、田頭伸哉、金庭こず恵、小池克実
- アニメーションプロデューサー - 松倉友二
- アニメーション制作 - J.C.STAFF
- 製作協力 - ティーエムシー、マッグガーデン、ムービック、J.C.STAFF、ランティス
- 製作 - あさって製作委員会、TBS

### 主題歌
オープニングテーマ「光の季節」
作詞 - BABY FAZE / 作曲 - 衣笠道雄 / 編曲 - 大久保薫 / 歌 - Suara
エンディングテーマ「スイートホームソング」
作詞・作曲・歌 - ゆうまお / 編曲 - 菊谷知樹
挿入歌「傘」（第8話）
作詞 - 巽明子 / 作曲 - 菊地美司代 / 編曲 - 藤間仁 / 歌 - Suara

### 各話リスト
| 話数 | サブタイトル   | 脚本     | 絵コンテ            | 演出     | 作画監督                                           | 総作画監督 |
| ---- | -------------- | -------- | ------------------- | -------- | -------------------------------------------------- | ---------- |
| 1    | 願い石         | 水上清資 | 桜美かつし          | 高島大輔 | 大木良一、伊藤郁子                                 | 伊藤郁子   |
| 2    | すれちがい     | 浦畑達彦 | 大畑清隆            | 橋本敏一 | 岩倉和憲                                           | 長谷川眞也 |
| 3    | あたらしい生活 | 水上清資 | 駒井一也            | 山田一夫 | 大木良一、伊藤郁子 木本茂樹                        | 伊藤郁子   |
| 4    | 信じてほしい   | 浦畑達彦 | 桜美かつし          | 古川政美 | 中野彰子                                           | 長谷川眞也 |
| 5    | 帰るところ     | 水上清資 | 高田耕一            | 高島大輔 | 木野下澄江                                         | 伊藤郁子   |
| 6    | 夏の永遠       | 浦畑達彦 | 中村守              | 三木俊明 | 海堂浩幸、岩倉和憲                                 | 長谷川眞也 |
| 7    | 二人のつかのま | 水上清資 | 中村守              | 橋本敏一 | 藤井昌宏                                           | 伊藤郁子   |
| 8    | あさっての方向 | 浦畑達彦 | 大畑清隆            | 雄谷将仁 | 川田剛、大木良一                                   | 長谷川眞也 |
| 9    | みちしるべ     | 水上清資 | 高田耕一            | 古川政美 | 中野彰子                                           | 伊藤郁子   |
| 10   | 本当の名前     | 浦畑達彦 | 中村守              | 高島大輔 | 梶谷光春、大木良一 海堂浩幸、木野下澄江 佐古宗一郎 | 長谷川眞也 |
| 11   | そこにある現在 | 水上清資 | 山本秀世            | 橋本敏一 | 岩倉和憲、川田剛                                   | 伊藤郁子   |
| 12   | ここにいること | 水上清資 | 高田耕一 桜美かつし | 山田一夫 | 藤井昌宏、梶谷光春 大木良一、長谷川眞也            | 長谷川眞也 |

### 放送局
| 放送地域   | 放送局       | 放送期間                       | 放送日時           | 放送系列 | 備考                    |
| ---------- | ------------ | ------------------------------ | ------------------ | -------- | ----------------------- |
| 関東広域圏 | 東京放送     | 2006年10月5日 - 12月21日       | 木曜 25:55 - 26:25 | TBS系列  | 製作局                  |
| 日本全域   | BS-i         | 2006年10月19日 - 2007年1月4日  | 木曜 24:30 - 25:00 | BS放送   |                         |
| 中京広域圏 | 中部日本放送 | 2006年10月20日 - 2007年1月19日 | 金曜 27:40 - 28:10 | TBS系列  |                         |
| 近畿広域圏 | 毎日放送     | 2006年11月25日 - 2007年2月17日 | 土曜 26:25 - 26:55 | TBS系列  | 『アニメシャワー』第2部 |

### 関連CD
- 木漏れ日ダイアリー
- あさっての方向。 オリジナルサウンドトラック truth

## 書籍情報

### 単行本
- 第1巻（2005年4月10日初版発行） ISBN 978-4-86127-133-5
- 第2巻（2006年4月10日初版発行） ISBN 978-4-86127-253-0
- 第3巻（2006年11月10日初版発行） ISBN 978-4-86127-319-3
- 第4巻（2007年3月10日初版発行） ISBN 978-4-86127-368-1
- 第5巻（2007年8月9日初版発行） ISBN 978-4-86127-409-1